# Strážske
Strážske (maďarsky Őrmező) je město na východním Slovensku, v Košickém kraji.

## Poloha
Město se nachází ve Východoslovenské pahorkatině na břehu řeky Laborec, cca 17 km od Michalovec a 10 km od Humenného. Sousedními obcemi sídla jsou : Brekov, Hudcovce, Jasenov, Kladzany, Nižný Hrabovec, Tovarnianska Polianka, Pusté Čemerné, Staré, Voľa.

## Historie
První písemná zmínka o městě je z roku 1337. Město má ale starší původ. Strážské fungovalo v 11. a 12. století jako strážní osada (odtud název), zabezpečující severní hranice Uherska.

## Průmysl
Nejvýznamnějším průmyslovým podnikem je chemička Chemko, které do roku 1984 vyrábělo polychlorované bifenyly a část východního Slovenska (především v okolí města) je dodnes zamořená PCB. Kontaminován PCB je zejména odpadový kanál Chemka, z kterého se chemikálie uvolňují do řeky Laborec a následně do přehrady Zemplínské šíravy.